# Louis Wessels

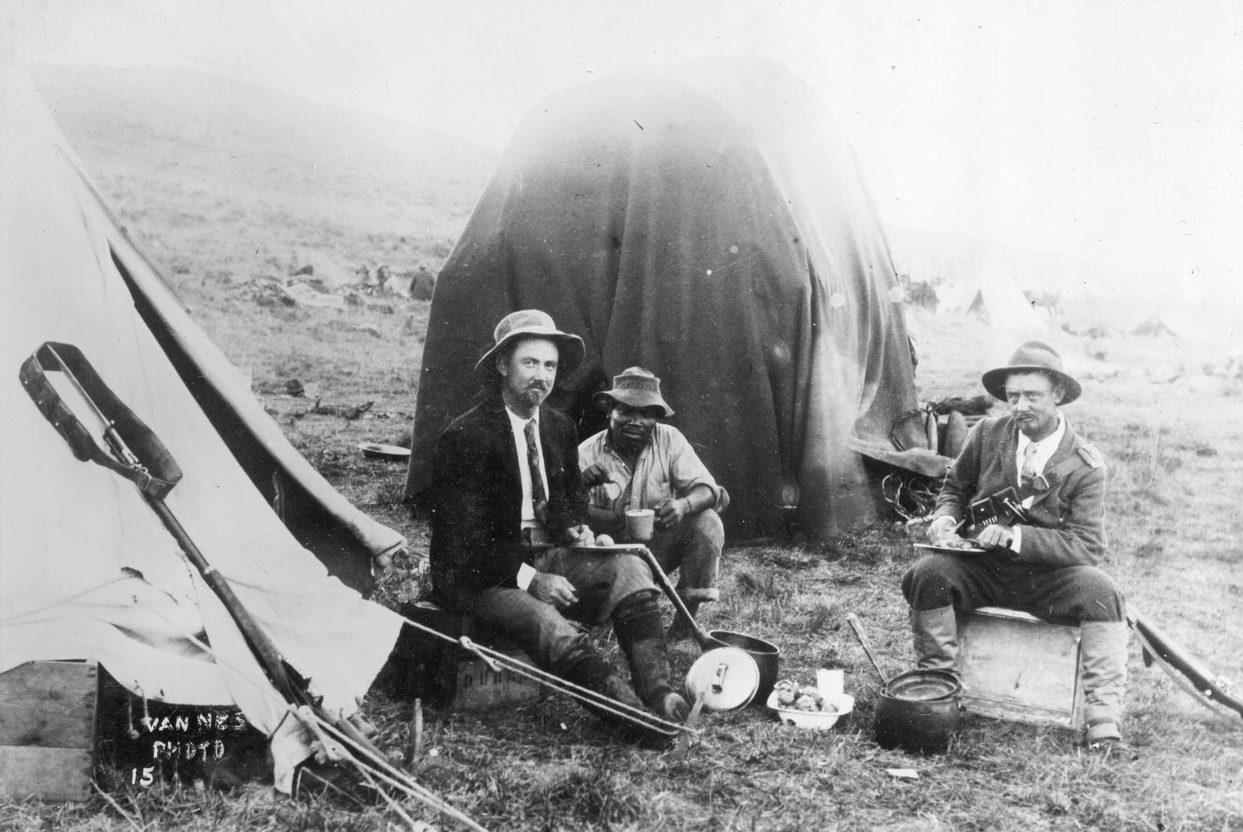
Louis Wessels (links)

Louis Wessels was een commandant van de boeren tijdens de Tweede Boerenoorlog. Hij werd in Nederland bekend door de Louis Wessels-serie, een boekenreeks van Louwrens Penning waarin fictieve verhalen werden verteld die zich afspeelden tegen de achtergrond van de Tweede Boerenoorlog.
Wessels is ook lijfwacht van President Marthinus Theunis Steyn geweest.
Een bekende veldslag waar Wessels bij betrokken was, is de Slag bij Spionkop.